# Josef Aleš-Lyžec
Josef Aleš-Lyžec (28. října 1862 Písek – 27. září 1927 Boseň) byl český učitel a sportovec, průkopník lyžování.

## Život
Byl potomkem jihočeského rodu Alešů, bratrancem malíře Mikoláše Alše[zdroj?] a otcem spisovatele Josefa Váchala (J. Aleš-Lyžec se s matkou Annou Váchalovou nikdy neoženil, takže jeho syn dostal matčino jméno).
Mezi lety 1872–1880 studoval na reálné škole v Písku, poté na učitelském ústavu v Praze (1880–1882). Původně byl zaměstnán jako učitel, z důvodů neshod s nadřízenými byl často překládán (Loukov, Zvířetice, Kněžmost, Bělá pod Bezdězem, Veselá, Žďár, Jivina, Mukařov, Boseň, Klášter Hradiště, Skalsko, Čistá a Kováň) a předčasně penzionován. Po odchodu do penze se přestěhoval do Bratrouchova v Krkonoších.
Byl velkým propagátorem lyžování a pokoušel se o prosazení novotvaru lyžec (lyžař). Ze francouzštiny přeložil, pod pseudonymem Helena Dvořáková, knihy L. Denise Proč žijeme a Po smrti, ovládal též angličtinu. Přispíval do časopisu Čas, jeho články se zde těšily velké oblibě. Věnoval se též kresbě, zaměřoval se zejména na horské motivy.
Z důvodu zhoršujícího se zdravotního stavu (zánět trojklaného nervu, plicní katar a astma) se roku 1925 přestěhoval do Bosně, kde byla lepší dostupnost lékařské péče. Zemřel 27. září 1927 a je pochován na hřbitově v Bosni.